# Die Pariserin (Becque)
Die Pariserin (Original La Parisienne) ist eine Komödie von Henry Becque von 1885. Sie ist sein bedeutendstes Theaterstück und gilt als ein grundlegendes Drama des französischen naturalistischen Theaters.

## Inhalt

### Personen
- Clotilde
- Adéle
- du Mesnil
- Lafont
- Simpson

### Handlung
Lafont beschwört seine Geliebte Clotilde du Mesnil, dass sie ihn nicht betrügen soll. Sie tut es dennoch und wendet sich Simpson zu. Dieser hat nach einigen Wochen keine Lust mehr und verschwindet. Clotilde kehrt zu Lafont zurück. Ihr Mann du Mesnil unterhält sich mit den beiden und ahnt nichts von den Zusammenhängen und Hintergründen.
Die Komödie bezieht ihren Reiz aus fast absurden Konstellationen einer verheirateten Frau und deren zwei Liebhaber. Theodor Wolff lobte die Gestaltung des Stücks, in dem mit einfachen Strichen Charaktere gezeichnet werden, und deren Schwäche und Dummheit aufgezeigt wird.

## Geschichte
Henri Becque hatte bei dem Drama Die Raben von 1876 einige Mühe, es auf die Bühne zu bringen. Das Stück wurde zwar gelobt, fand aber wenig Publikumsinteresse auf Grund der etwas schwerfälligen Handlung.
In Die Pariserin wählte er ein leichteres und unterhaltsameres Thema und hatte mehr Erfolg. Am 7. Februar 1885 wurde es in Paris uraufgeführt.
Danach gab es einige Neuinszenierungen.

## Theaterinszenierungen
Das Theaterstück wurde nur selten aufgeführt. Angegeben sind die Premierentage, danach gab es teilweise weitere Vorstellungen. Die Liste ist nicht vollständig.
- 7. Februar 1885 Théâtre de la Renaissance Paris, Uraufführung
- 11. November 1890 Comédie-Française Paris, zweite Inszenierung
- 19. April 1897 Théâtre Libre Paris, mit André Antoine und Marcelle Josset; zwischen 20. und 27. April 1897 Gastspiel im Carltheater Wien; am 17. Mai 1897 im Königlichen Theater am Gärtnerplatz München, in französischer Sprache
- 5. Januar 1901 Deutsches Volkstheater Wien, deutschsprachige Erstaufführung
- 10. November 1913 Neue Wiener Bühne, mit Gertrud Eysoldt als Gast
- 29. Dezember 1913 Kammerspiele Berlin, Direktion Max Reinhardt
- 2. September bis 9. November 2003 Théâtre des Mathurins, Paris, Regie: Bernard Murat, mit Caroline Silhol, Patrice Kerbrat, Joël Demarty, Georges Gay und Julie Vincent[2]
- Januar 1922 Volksbühne Maribor, Parižanka

## Bearbeitungen

### Film
- 1965 Parízanka, tschechischer Fernsehfilm[3]
- 1967 La Parisienne, französischer Fernsehfilm
- 1972 Die Pariserin, Fernsehtheater Moritzburg, Regie Robert Trösch, Erstausstrahlung 15. August 1972, Fernsehen der DDR
- 2010 La Parisienne, französischer Fernsehfilm, Regie Didier Long

### Hörspiel
- 1972: Die Pariserin, mit Marion van de Kamp (Clothilde), Wilfried Ortmann (Lafont), Gerd Biewer (Mesnil), Carl-Hermann Risse (Simpson)

und Ute Boeden (Adéle) – Regie: Theodor Popp (Rundfunk der DDR)

### Musikalische Komödie
- Die Pariserin, musikalische Komödie, nach Henry Becque, übersetzt von N. O. Scudi, Liedtexte Fridolin Tschudi, Musik Paul Burkhard[4]
  - 1957 Schauspielhaus Zürich, Uraufführung
  - 1958 Theater am Kurfürstendamm Berlin, Haus der Freien Volksbühne
    - 1959 Die Pariserin, Sender Freies Berlin, Fernsehfilm, Theateraufzeichnung, Regie Reinhard Elsner
    - 1959 Die Pariserin, Hörspiel, Theatermitschnitt, RIAS Berlin, Regie: Leonard Steckel[5]

## Textausgaben
Französische Texte
- La Parisienne, 1885, mehrere Neuauflagen Digitalisat
- La Parisienne, 2013, mit ergänztem viertem Akt

Deutsche Übersetzungen
- Die Pariserin. Komödie in drei Akten,  übersetzt von Albert Langen, 1885
- Die Pariserin, Übersetzung N. O. Scudi, Zürich, München 1958, für musikalische Komödie
- Die Pariserin. Komödie in drei Akten, deutsch von Karin Rohde, mit Nachwort von Rita Schober, Insel Bücherei 951 Leipzig, 1970
- Die Pariserin, übersetzt von Robert Palm, 1997